# Sutter
Sutter és una concentració de població designada pel cens dels Estats Units a l'estat de Califòrnia. Segons el cens del 2000 tenia 2.885 habitants.

## Demografia
Segons el cens del 2000, Sutter tenia 2.885 habitants, 922 habitatges, i 771 famílies. La densitat de població era de 367,6 habitants/km².
Dels 922 habitatges en un 47,5% hi vivien nens de menys de 18 anys, en un 65,4% hi vivien parelles casades, en un 12,6% dones solteres, i en un 16,3% no eren unitats familiars. En el 12,4% dels habitatges hi vivien persones soles el 5,9% de les quals corresponia a persones de 65 anys o més que vivien soles. El nombre mitjà de persones vivint en cada habitatge era de 3,13 i el nombre mitjà de persones que vivien en cada família era de 3,38.
Per edats la població es repartia de la següent manera: un 34,5% tenia menys de 18 anys, un 7,5% entre 18 i 24, un 28,8% entre 25 i 44, un 20,1% de 45 a 60 i un 9,1% 65 anys o més.
L'edat mediana era de 33 anys. Per cada 100 dones de 18 o més anys hi havia 93,4 homes.
La renda mediana per habitatge era de 41.296 $ i la renda mediana per família de 78.677 $. Els homes tenien una renda mediana de 35.577 $ mentre que les dones 22.583 $. La renda per capita de la població era de 16.509 $. Entorn del 10,1% de les famílies i el 12,2% de la població estaven per davall del llindar de pobresa.

## Poblacions més properes
El següent diagrama mostra les poblacions més properes.